# Fly on the Wings of Love
Fly on the Wings of Love is de single waarmee het duo Olsen Brothers Denemarken vertegenwoordigde op het Eurovisiesongfestival 2000. Ze wonnen met 195 punten de finale. Het nummer scoorde redelijk in de internationale hitlijsten: in Nederland plek 45 en in België plek 16.